# Green bean casserole

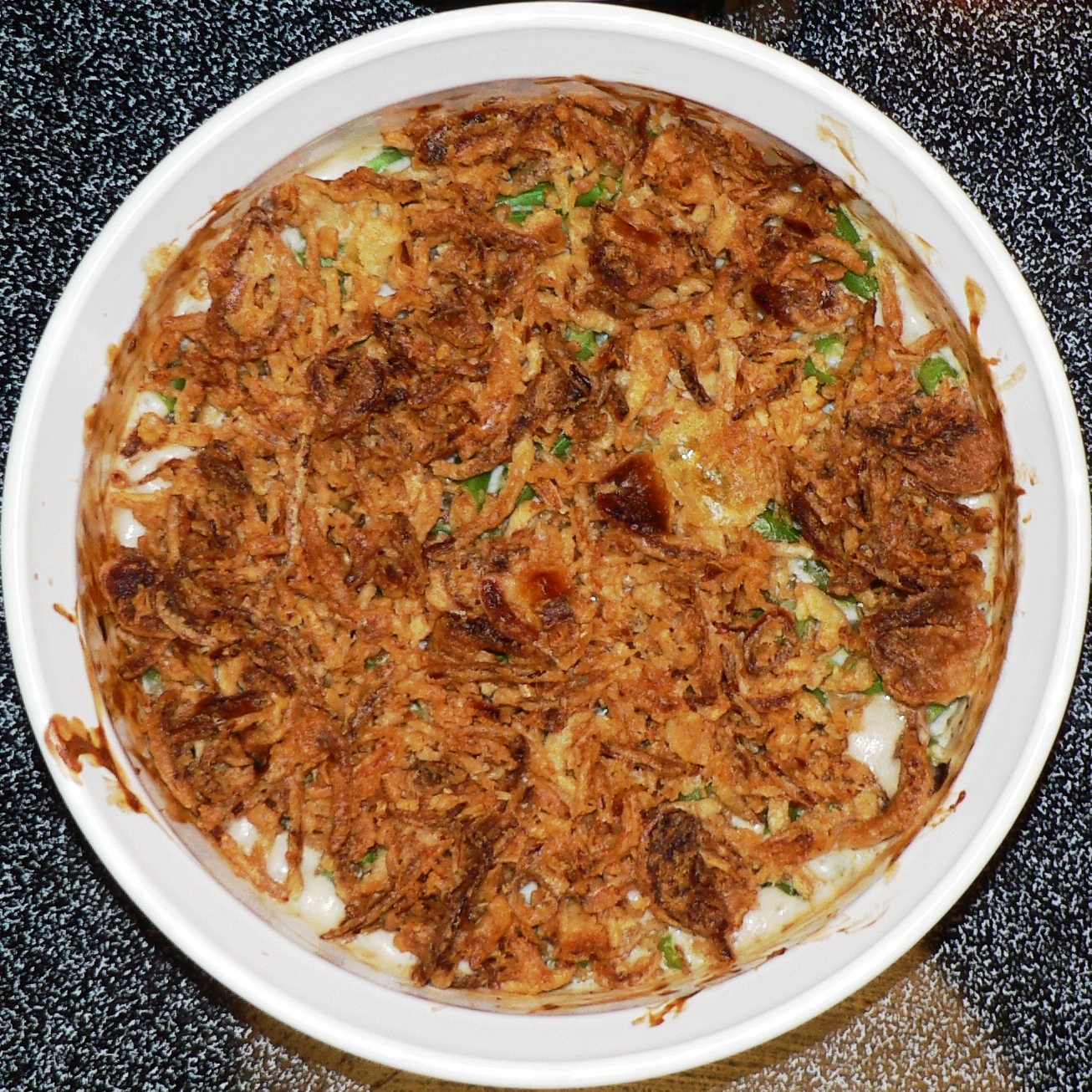
Plat de green bean casserole, vu du dessus, montrant la garniture d'oignons frits.

La green bean casserole (« haricots verts en cocotte ») est un mets américain à base de haricots verts, de velouté de champignons en conserve et d'oignons frits, cuisinés dans une cocotte. La recette peut aussi inclure du poivre noir moulu ou de la sauce soja.

## Histoire
La recette de la green bean casserole a été créée en 1955 à l'occasion d'expériences de cuisine menées par la Campbell Soup Company, sous la direction de Dorcas Reilly.
Leur objectif était de produire des recettes utilisant les produits de la société Campbell pour promouvoir leur utilisation et augmenter les ventes. C'est depuis lors devenu l'un des plats favoris des Américains pour la célébration de Thanksgiving. Cette préparation est typique de l'alimentation américaine des années 1950, en ce qu'elle noie les légumes dans une épaisse sauce à la crème. La green bean casserole peut cependant être faite avec n'importe quelle marque de crème de champignons, ou à l'aide d'une crème de champignons fait maison, selon le goût recherché par le cuisinier.
En 2002, Dorcas Reilly a présenté la fiche de la recette originale au National Inventors Hall of Fame à Akron (Ohio), États-Unis.